# The County Hound EP
The County Hound EP – debiutancki minialbum amerykańskiego rapera Ca$hisa. Został wydany 22 maja, 2007 roku.

## Lista utworów
| Nr | Tytuł                      | Goście | Producent                        | Czas |
| -- | -------------------------- | ------ | -------------------------------- | ---- |
| 1  | "The County Hound" (Intro) |        | Eminem                           | 0:55 |
| 2  | "That Nigga a Gangsta"     |        | Eminem, Rikanatti                | 4:37 |
| 3  | "Gun Rule"                 |        | Eminem                           | 4:02 |
| 4  | "Ms. Jenkins"              |        | Eminem, Rikanatti, Mike Elizondo | 5:38 |
| 5  | "Just Like Me"             |        | Rikanatti, Keno                  | 4:56 |
| 6  | "Pistol Poppin"            | Eminem | Eminem, Luis Resto               | 4:16 |
| 7  | "Thoughts of Suicide"      |        | Eminem, Ron Browz                | 3:10 |
| 8  | "Lac Motion"(bonus track)  |        | Eminem                           | 4:53 |

## Notowania
| Notowanie (2007) | Najwyższa pozycja |
| ---------------- | ----------------- |
| Billboard 200    | 106               |